# Václava Molcarová
Václava Molcarová (* 26. října 1969 Karlovy Vary) je česká veterinářka a spisovatelka, autorka knih pro ženy a sci-fi i fantasy příběhů.

## Život
Od roku 1996 působí jako soukromý veterinární lékař v Karlovarském kraji (ordinaci má v Sokolově a v Ostrově nad Ohří). Poskytuje odbornou pomoc několika útulkům pro psy a angažuje se v pomoci pro opuštěné kočky poskytováním domácího depozita. Věnuje se také koním a jezdectví. Několik let pracuje jako dobrovolník pro organizaci Člověk v tísni v rámci projektu pro doučování dětí ze sociálně vyloučených lokalit. Věnuje se rovněž literární činnosti a je autorkou dvou románů pro ženy a většího množství sci-fi i fantasy příběhů, které publikuje převážně v časopisech a ve sbornících.

## Výběrová bibliografie

### Knihy
- Když h(pt)áčka lapají, XYZ: Praha 2010, román o životních peripetiích svobodné "třicítky",
- Bratři, sestry a jiná neštěstí (2012), MOBA: Brno 2012, román, ve kterém návrat ztracené sestry rozvíří poklidnou hladinu života čtyř přátel.
- Horká půda, Triton, Praha 2016, sci-fi román, 35. svazek série Agent John Francis Kovář.

### Povídky
- Legenda o Stonarovi, antologie Dálnice ke všem čertům, druhý díl série Žoldnéři fantasie, Straky na vrbě: Praha 2011.
- Prim(a) budoucnost, antologie Mlok 2011, Nová vlna: Praha 2011.
- Srdce Gurundu, antologie Dálnice ke všem čertům, antologie Dobré zprávy ze záhrobí, třetí díl série Žoldnéři fantasie, Straky na vrbě: Praha 2012.
- Poslední dny ištery, časopis XB-1 2012/01.
- Klíč života, elixír smrti, antologie Knížata páry a ducha, čtvrtý díl série Žoldnéři fantasie, Straky na vrbě: Praha 2013.
- Po čertech zdařilá akce, časopis XB-1 2013/03.
- Simonův případ, časopis XB-1 2013/07.
- A4Y, časopis XB-1 2013/11.
- Nevěsta Pegasova, antologie Kočas 2013, Straky na vrbě: Praha 2013.
- Plány jsou pro kočku, antologie Fantastická 55, Hydra: Bratislava 2013.
- Tvář z kamene, detektivní povídka, antologie 14 nejlepších detektivních povídek roku 2013, Pražská vydavatelská společnost: Praha 2014.
- Bílé zdi Safta-dan, antologie Osamělí válečníci, pátý díl série Žoldnéři fantasie, Straky na vrbě: Praha 2014.
- Múza pokřivenců, antologie Mlok 2013, Nová vlna: Praha 2014.
- Na křídlech Dorkalů, antologie Kočas 2014, Nová vlna: Praha 2014.
- Pěšák bouře, antologie Mlok 2014, Nová vlna: Praha 2014.
- Welsanská záležitost, časopis XB1 2014/01.
- Křik ptáků mandoro, antologie Rozmarná fantastika, Hydra: Bratislava 2015.
- Pekelná práce, časopis XB-1 2015/03.
- Najít Matyáše, časopis XB-1 2015/06.
- Poslepu házet kostkou, antologie Inteligentní ledovce a jiné zrůdy, šestý díl série Žoldnéři fantasie, Straky na vrbě: Praha 2015.
- Vůně masových koláčků, antologie Kočas 2016, Nová vlna: Praha 2016.
- Běžím daleko, žiju blízko, antologie Žena se lvem, Fortuna: Hradec Králové 2016.

## Ocenění
Za svou literární tvorbu dostala několik ocenění:
- 2011 Cena Karla Čapka (cena fandomu) – 2. místo za sci-fi povídku Prim(a) budoucnost.
- 2012 Cena Daidalos za povídku Poslední dny.[4]
- 2013 Cena Karla Čapka (cena fandomu) – 2. místo za povídku Múza pokřivenců.
- 2014 Cena Karla Čapka (cena fandomu) – 3. místo za krátkou povídku Pěšák bouře.
- 2017 Cena Havran – 1. místo za detektivní povídku Hra na pravdu.
- 2017 Cena Společnosti Agathy Christie – 2. místo za detektivní povídku Hra na pravdu.

Kromě toho získala roku 2014 v Karlovarském kraji ocenění Žena regionu.